# إيرا د. غروبر
إيرا د. غروبر (بالإنجليزية: Ira D. Gruber)‏ هو مؤرخ عسكري وأستاذ جامعي أمريكي، ولد في 6 يناير 1934 في فيلادلفيا في الولايات المتحدة.